# MÁV řada V43
Maďarské elektrické lokomotivy řady 431 (staré označení: V43), přezdívané Szili, tvoří základ elektrického lokomotivního parku Maďarských státních železnic.

## Historie
Na počátku této řady stálo 7 lokomotiv V43.1001 – 1007 dodaných konsorciem 50 c/s Group, které mělo za cíl prosazovat napájecí soustavu 25 kV 50 Hz. Konsorcium tvořily firmy ACEC, AEG, Alstom, BBC, MTE a Siemens. Lokomotivy byly postaveny ve spolupráci s MFO, SFAC (podvozky) a Krupp. U posledně jmenované firmy proběhla konečná montáž.
Tyto stroje se staly vzorem pro výrobu dalších 372 licenčních strojů dodaných v letech 1964– 1982 maďarskou firmou Ganz-MÁVAG. Všechny stroje byly z výroby upraveny pro vícečlenné řízení a pro ovládání z řídicího vozu. Prvních 113 vyrobených lokomotiv mělo na transformátoru odbočku pro napájení 16 kV 50 Hz, což umožňovalo jejich provoz na trati Budapešť – Hegyeshalom až do doby přepnutí na napájení 25 kV, které proběhlo v 70. letech 20. století. V letech 1999, 2006 a 2007 byla část lokomotiv zmodernizována na řadu V43.2 (později přeznačeno na řadu 432). V roce 2007 byla zahájena nová vlna modernizace na řadu V43.3 (později přeznačeno na řadu 433).

## Provoz
Lokomotivy 431 jsou nasazovány na všech elektrizovaných tratích na všechny typy vlaků včetně vlaků kategorie InterCity a EuroCity. Také zajížděly do slovenských pohraničních stanic Štúrovo a Komárno, do Bratislavy zajížděly v GVD 2004/2005 s osobními vlaky. Všechny lokomotivy byly ve vlastnictví MÁV, výjimku tvoří 15 kusů, které od MÁV v roce 1984 odkoupila společnost GySEV.

## Popis

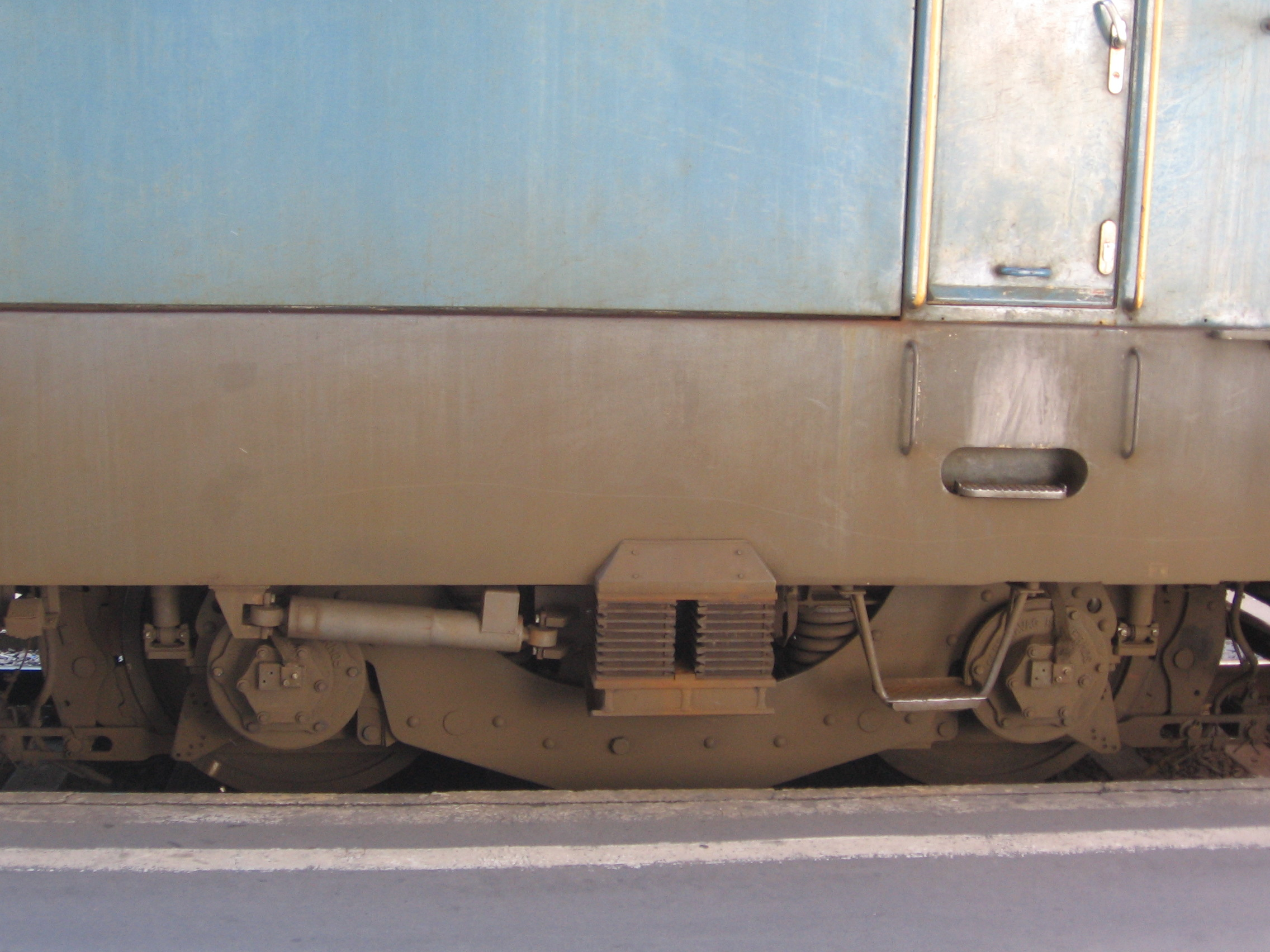
Podvozek s rekonstruovaným sekundárním vypružením.

Lokomotivy 431 jsou určené pro provoz na střídavé napájecí soustavě 25 kV 50 Hz. Motory na střídavý proud jsou napájeny z transformátoru přes diodový usměrňovač. Regulace je provedena na primární straně prostřednictvím 32 odboček. Lokomotiva má podvozky typu Jacquemin o rozvoru 2 300 mm. V každém podvozku je uložen jeden trakční motor, který prostřednictvím převodů a dutých kloubových hřídelů pohání obě dvojkolí. Přenos tažných sil se uskutečňuje prostřednictvím šikmých tyčí.

### Modernizace na řadu 432 (V43.2)
V roce 1999 MÁV rozhodly o modernizaci několika strojů. Například došlo k úpravám elektromotoru a modernizaci mikropočítačového kontrolního systému. Tyto lokomotivy byly přeznačeny na V43.2 (později přeznačeno na řadu 432). Tato série také obdržela nový žluto-modro-bílo-šedý nátěr, díky němuž si vysloužily přezdívku Papagáj nebo Papagájszili. V letech 2006 a 2007 se pokračovalo v rekonstrukci, počet dvojkových V43 se zhruba zdvojnásobil. V tomto období byly také lokomotivy vybaveny novým klimatizačním zařízením Webasto. Rekonstrukce na „dvojkové“ V43 skončila v roce 2007, kdy započala nová rekonstrukce na V43.3.

### Modernizace na řadu 433 (V43.3)
V roce 2007 začala nová vlna modernizace s přeznačením na V43.3 (později přeznačeno na řadu 433). Součástí ovládání těchto lokomotiv je dálkové ovládání typu ZWS (Zeitmultiplex Wendezugsteuerung), díky kterým mohou být tyto lokomotivy být řízeny z řídicích vozů německého původu, které MÁV v té době nakoupily. Byla rovněž provedena reinstalace softwaru. V lokomotivách je připraveno lokační zařízení GPS a zařízení pro příjem GSM-R. Pro zvýšení komfortu strojvedoucích byla instalována klimatizace. I přesto, že maximální rychlost je uváděna na 140 km/h, mají lokomotivy povolenou rychlost jen 120 km/h..

## Budoucnost
Téměř 50 let jsou lokomotivy řady 431 nosnou řadou elektrické trakce MÁV. Nicméně jejich životnost se pomalu blíží ke konci. Část jejich výkonu nahradily elektrické jednotky Stadler FLIRT (řada 5341) a lokomotivy Bombardier TRAXX (řada 480). V budoucnu tuto řadu nahradí lokomotivy Siemens Vectron.

## Fotogalerie

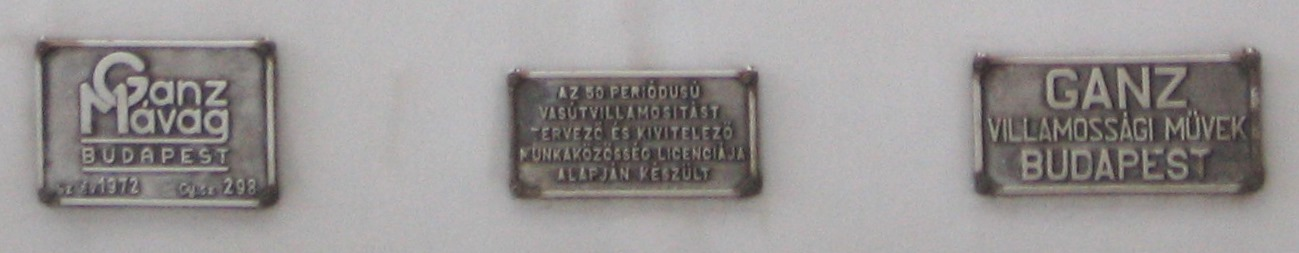
Výrobní štítky lokomotivy 433.170.

Starý nátěr lokomotivy 431.
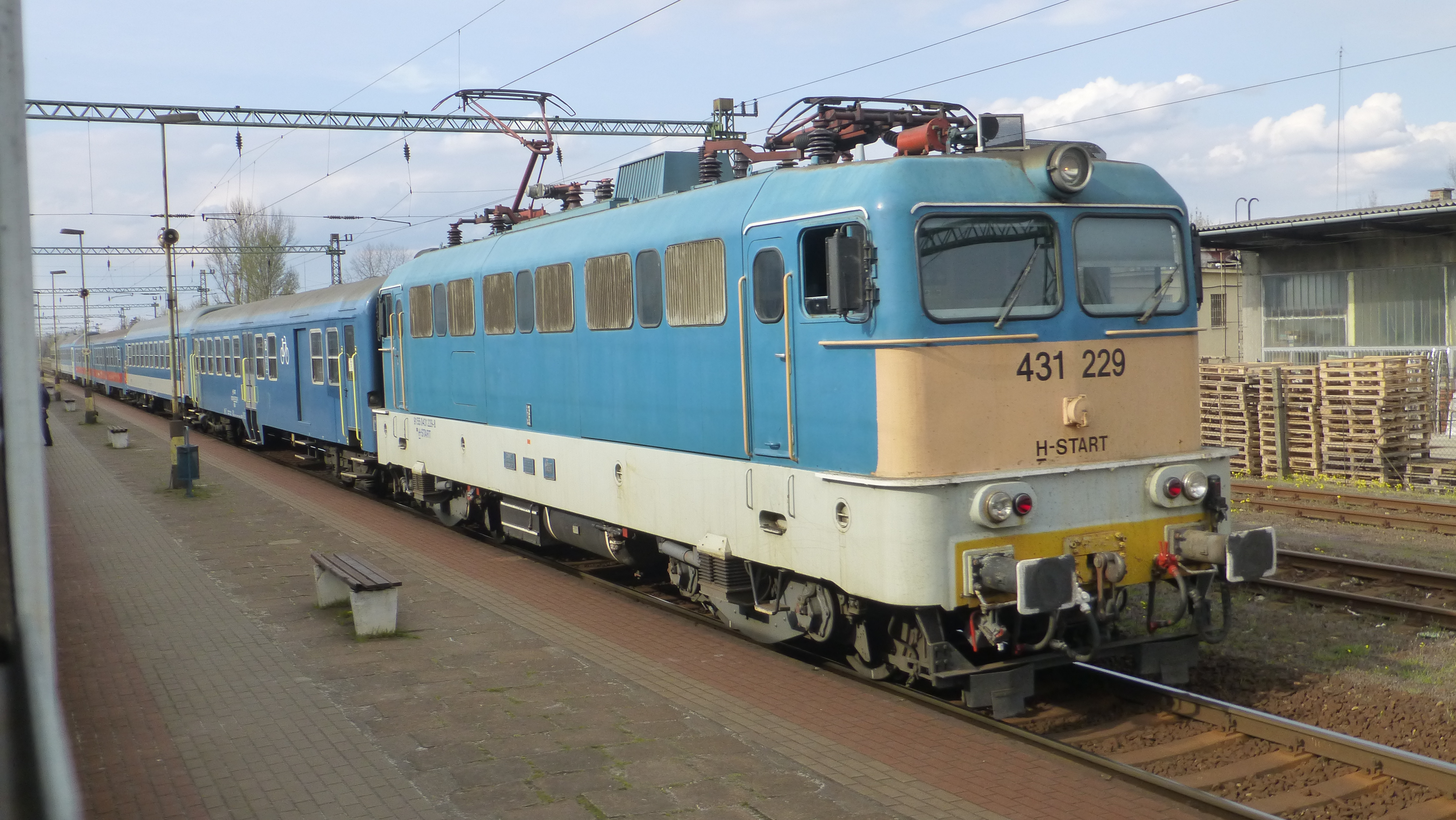
Nový nátěr lokomotivy 431.
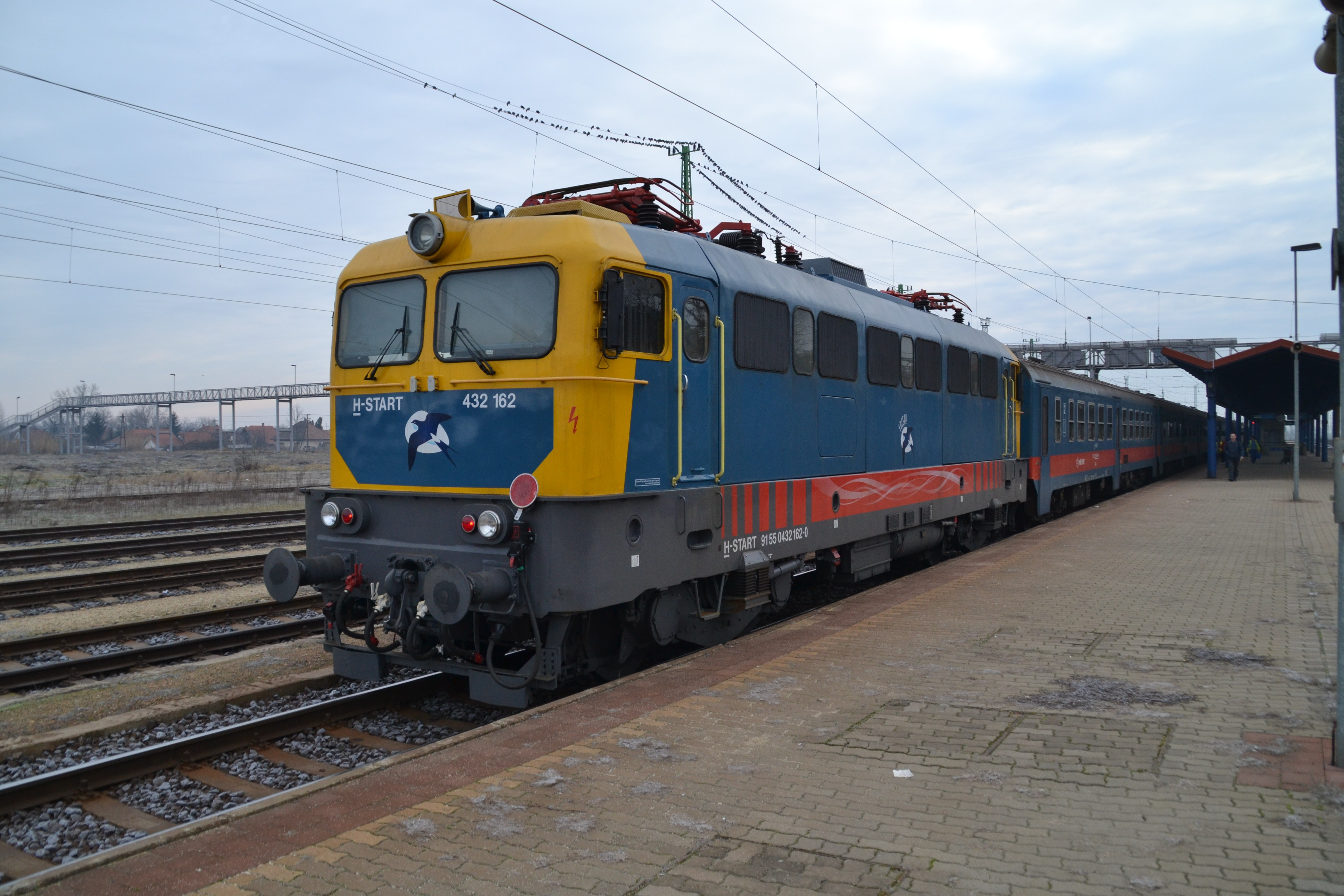
Lokomotiva 432.162 ve stanici Cegléd.
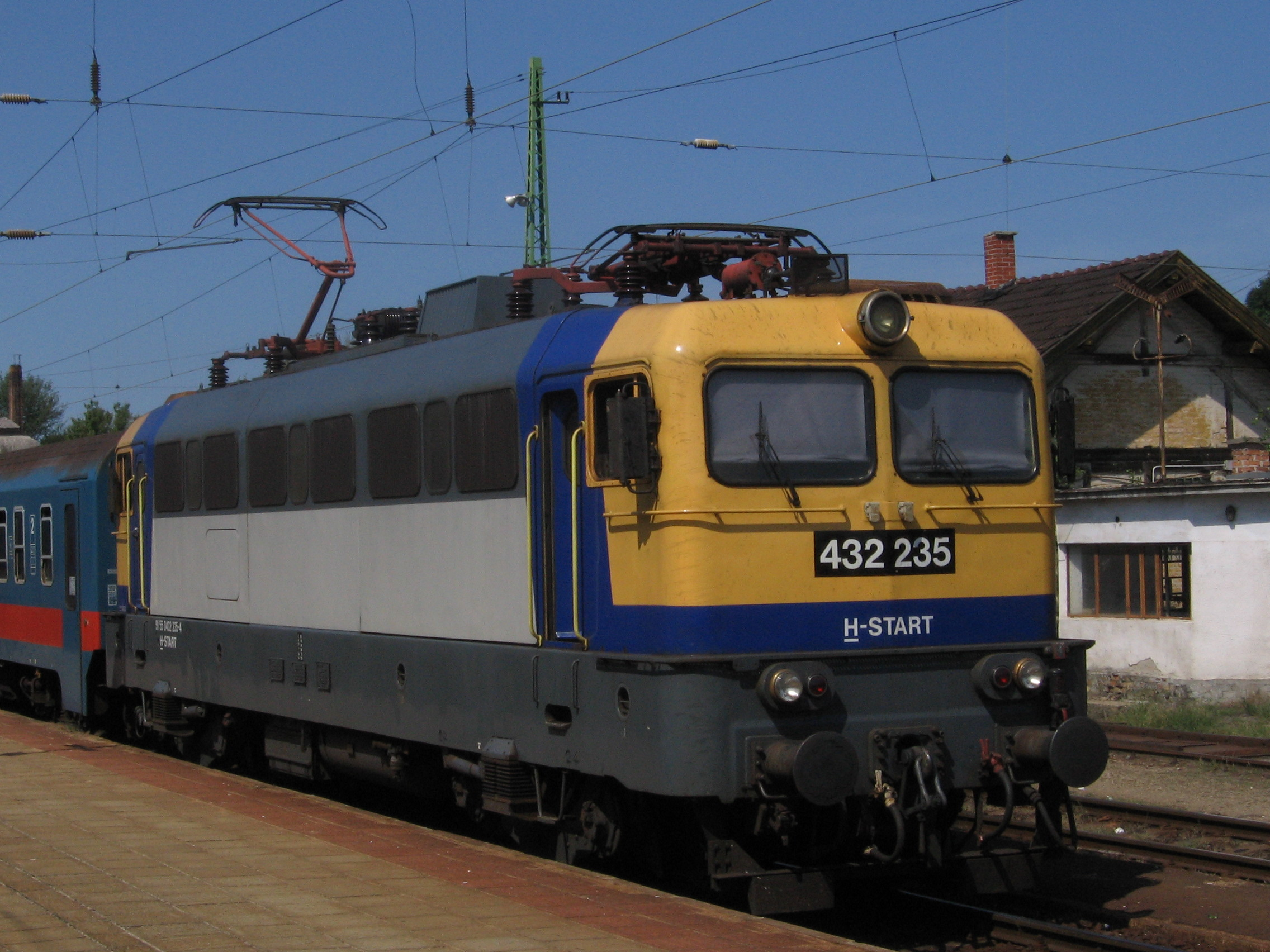
Lokomotiva 432.235 ve stanici Szob.
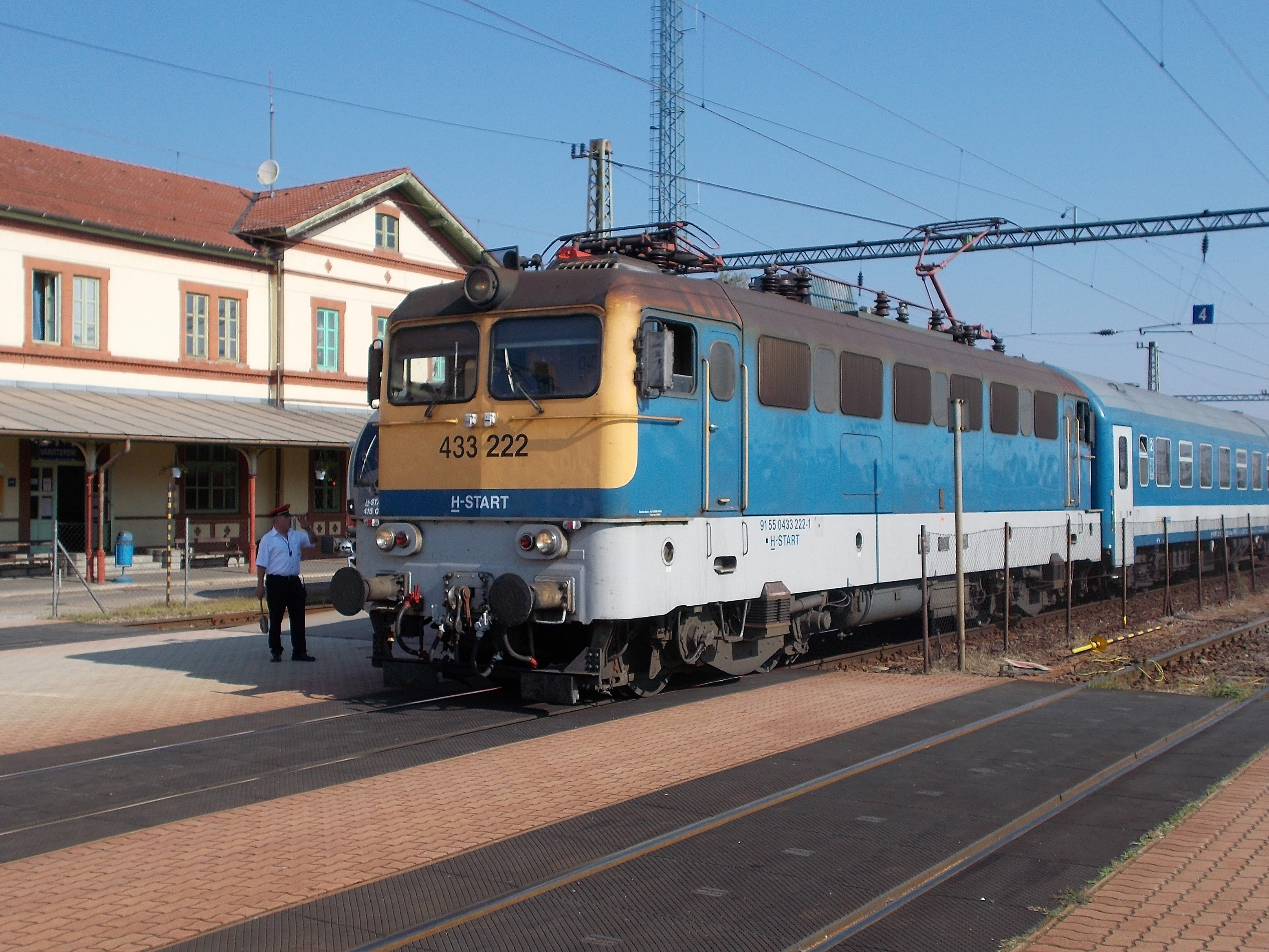
Lokomotiva 433.222 ve stanici Dombóvár.
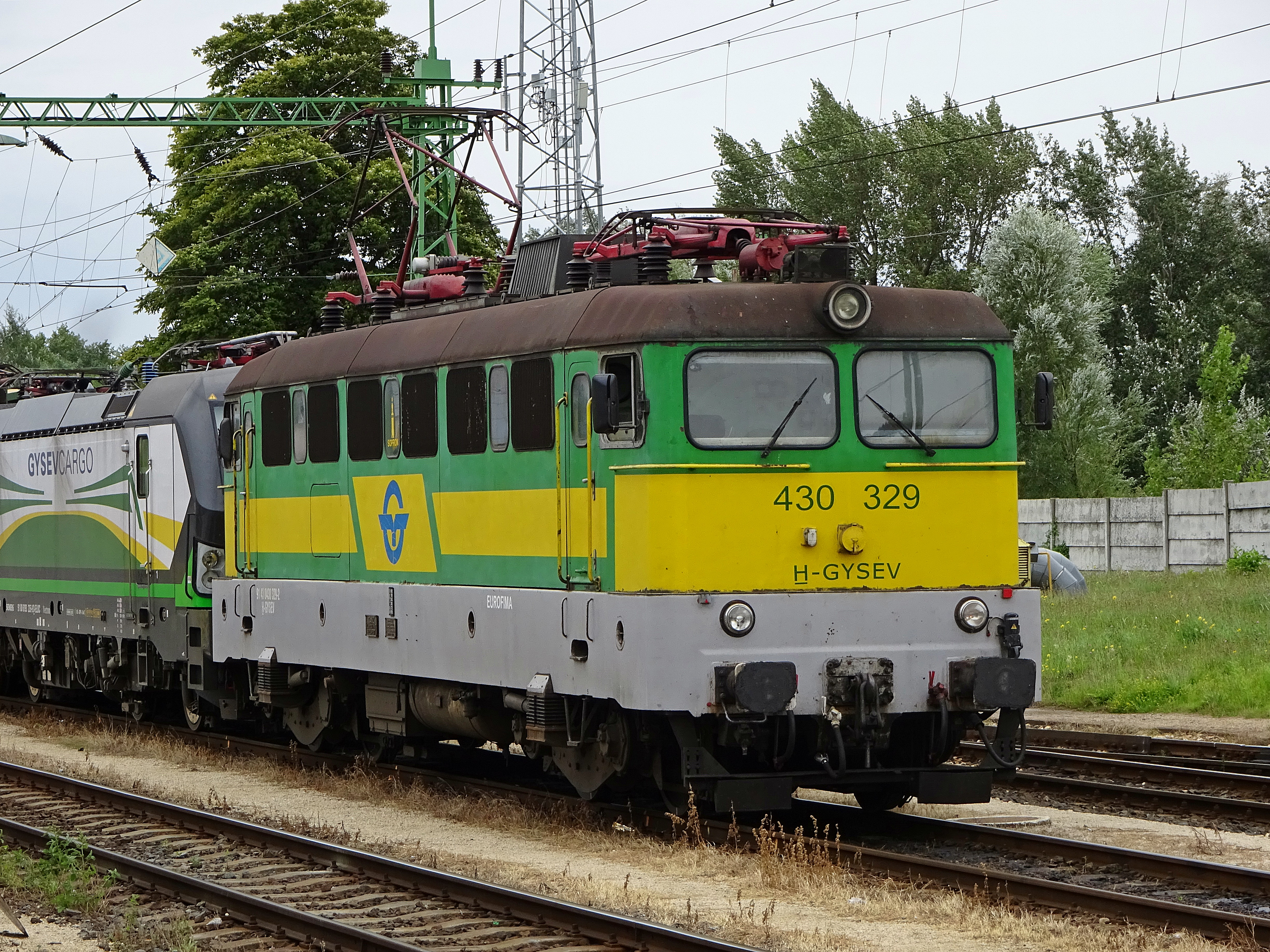
Lokomotiva 430.329 společnosti GySEV v Šoproni.
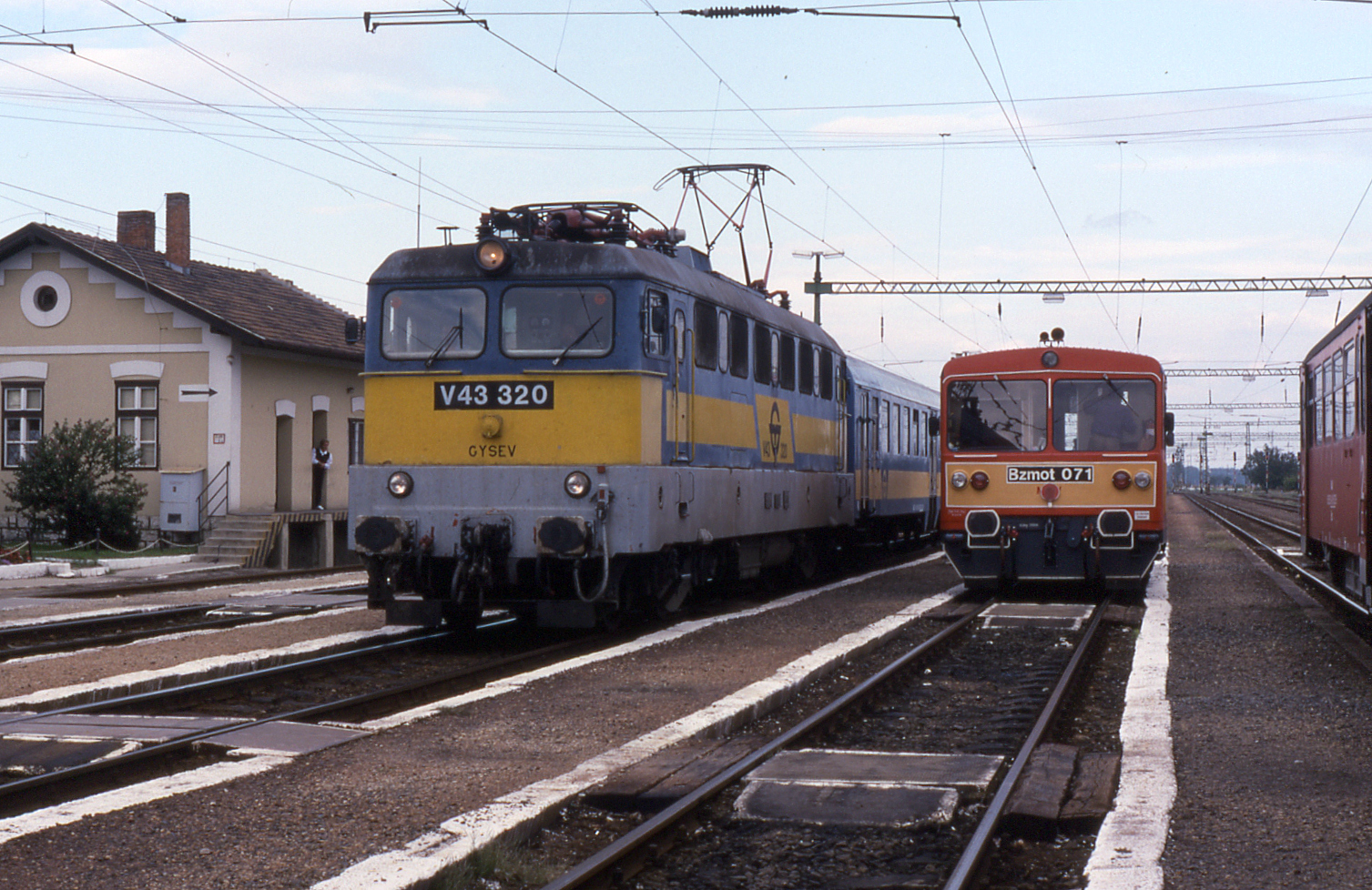
Starý nátěr lokomotiv 430 společnosti GySEV.
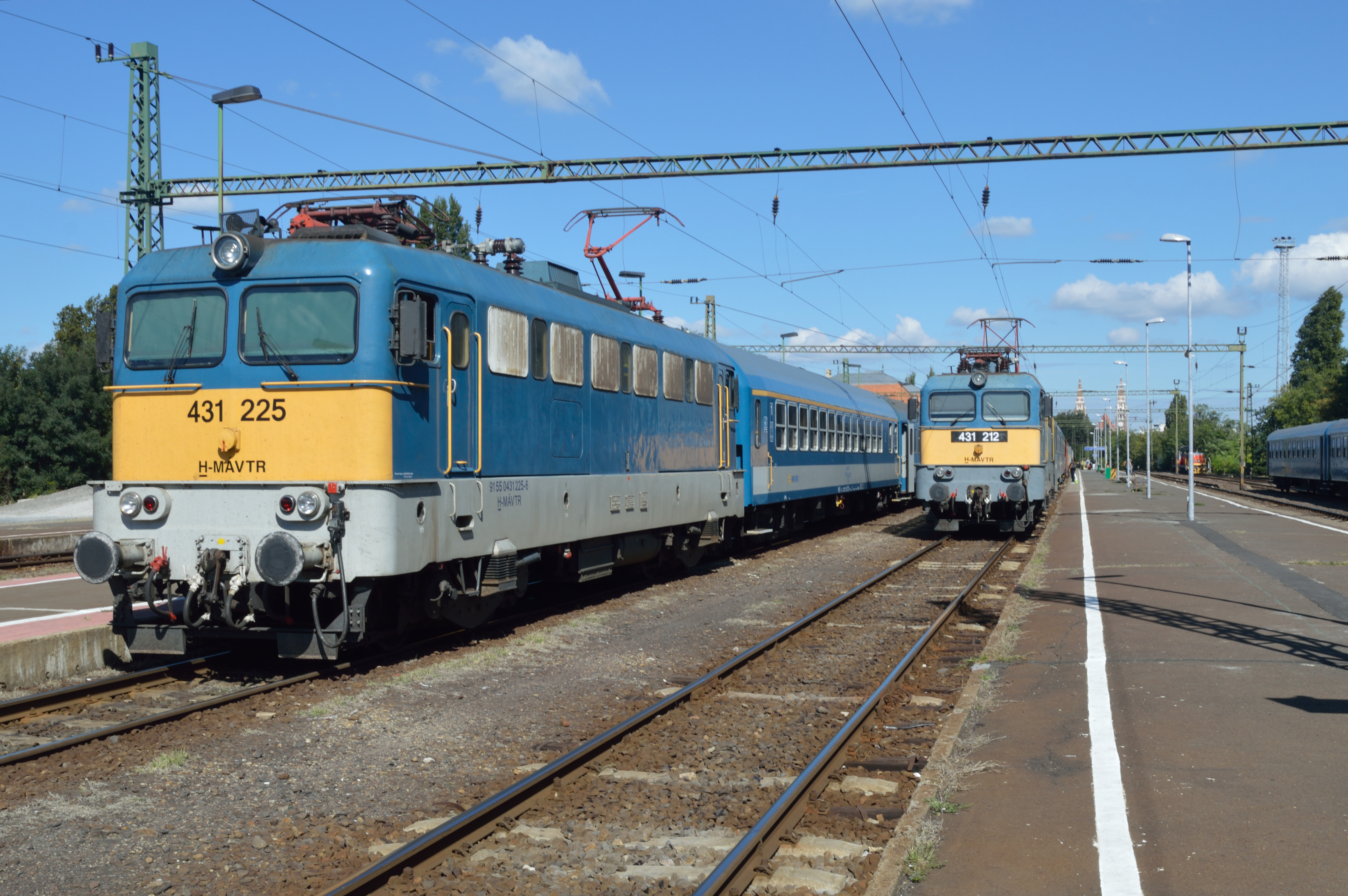
Lokomotivy 431 v Segedíně.
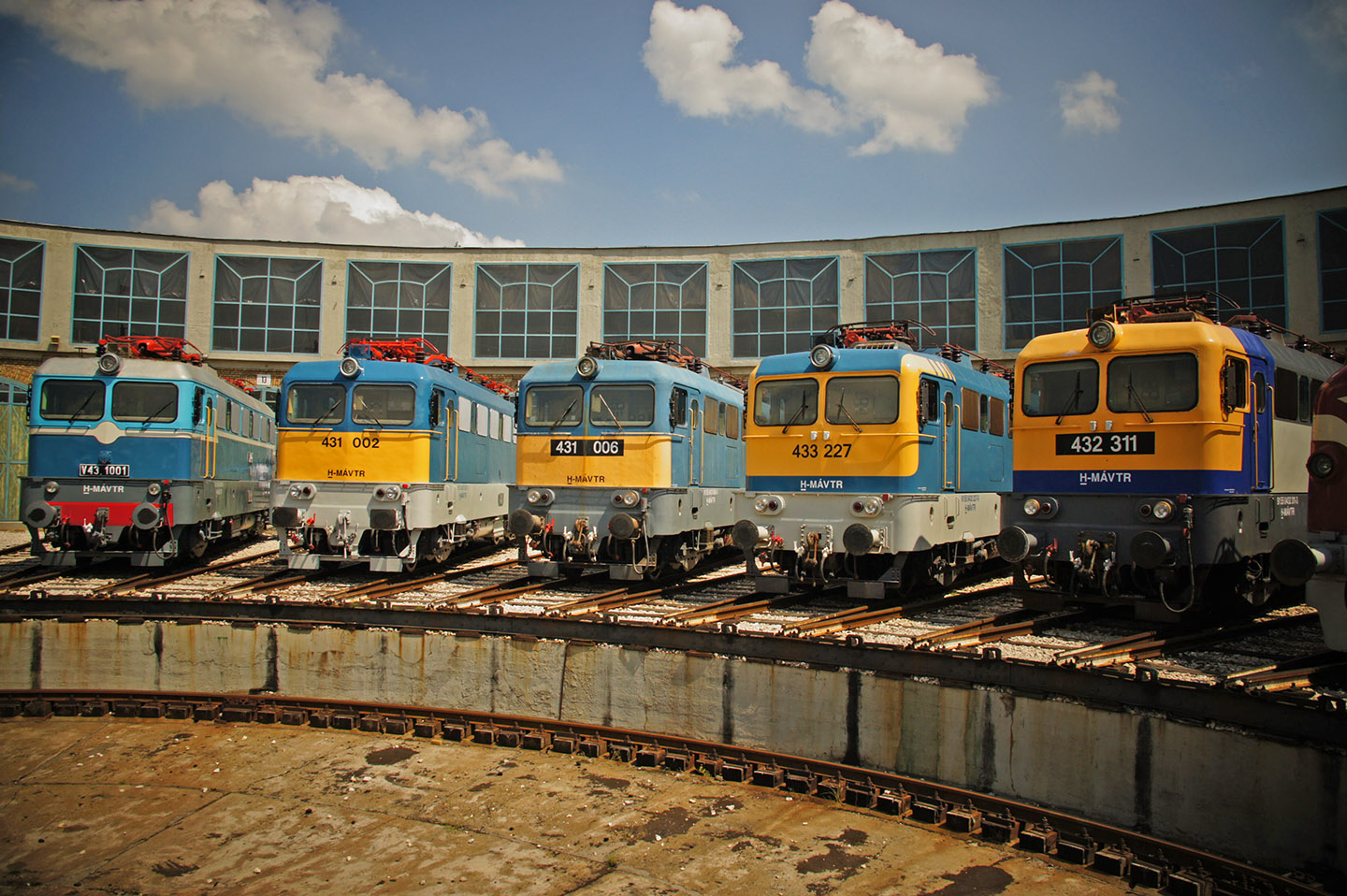
Setkání všech řad V43 na točně.
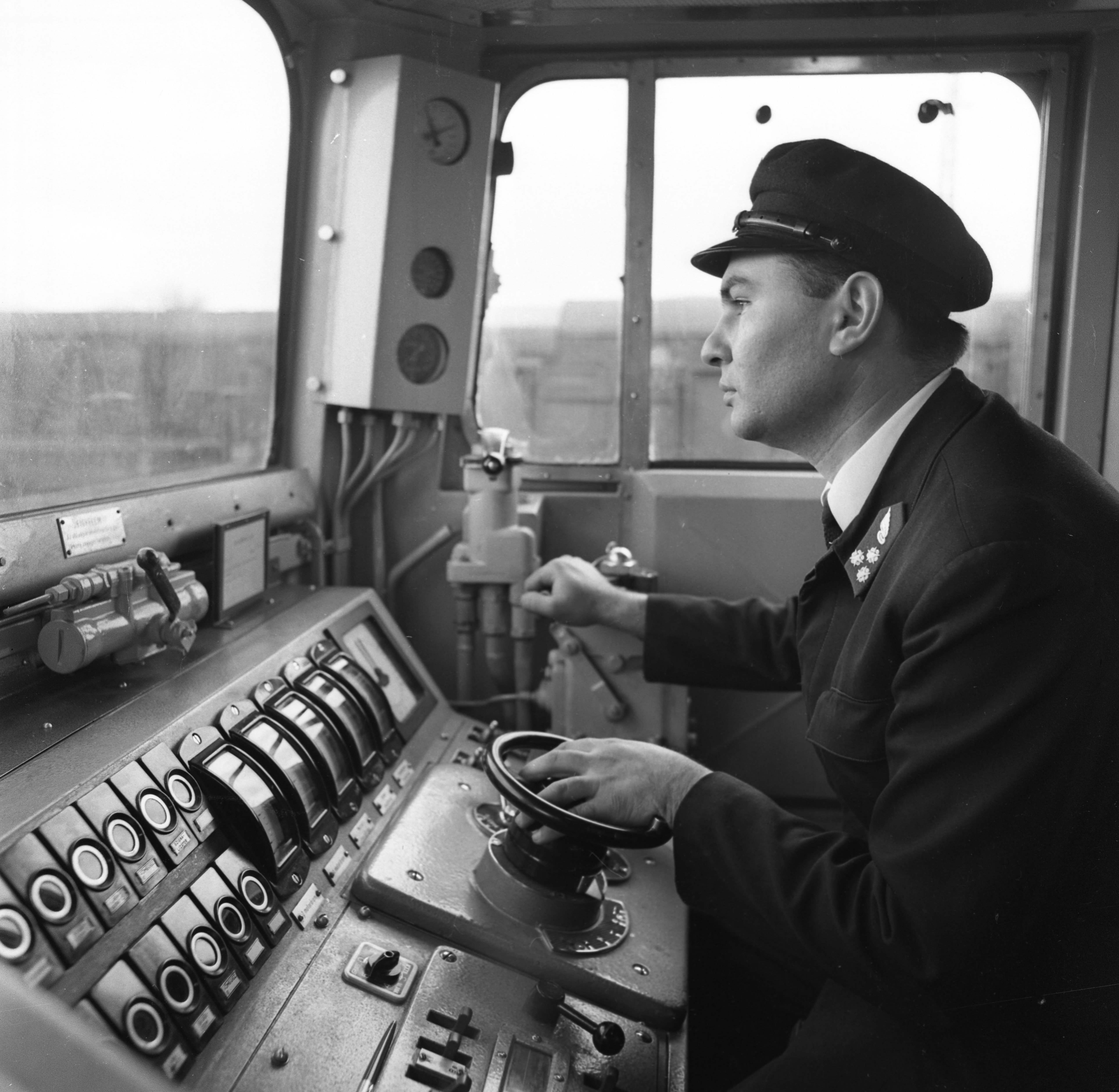
Stanoviště lokomotivy.
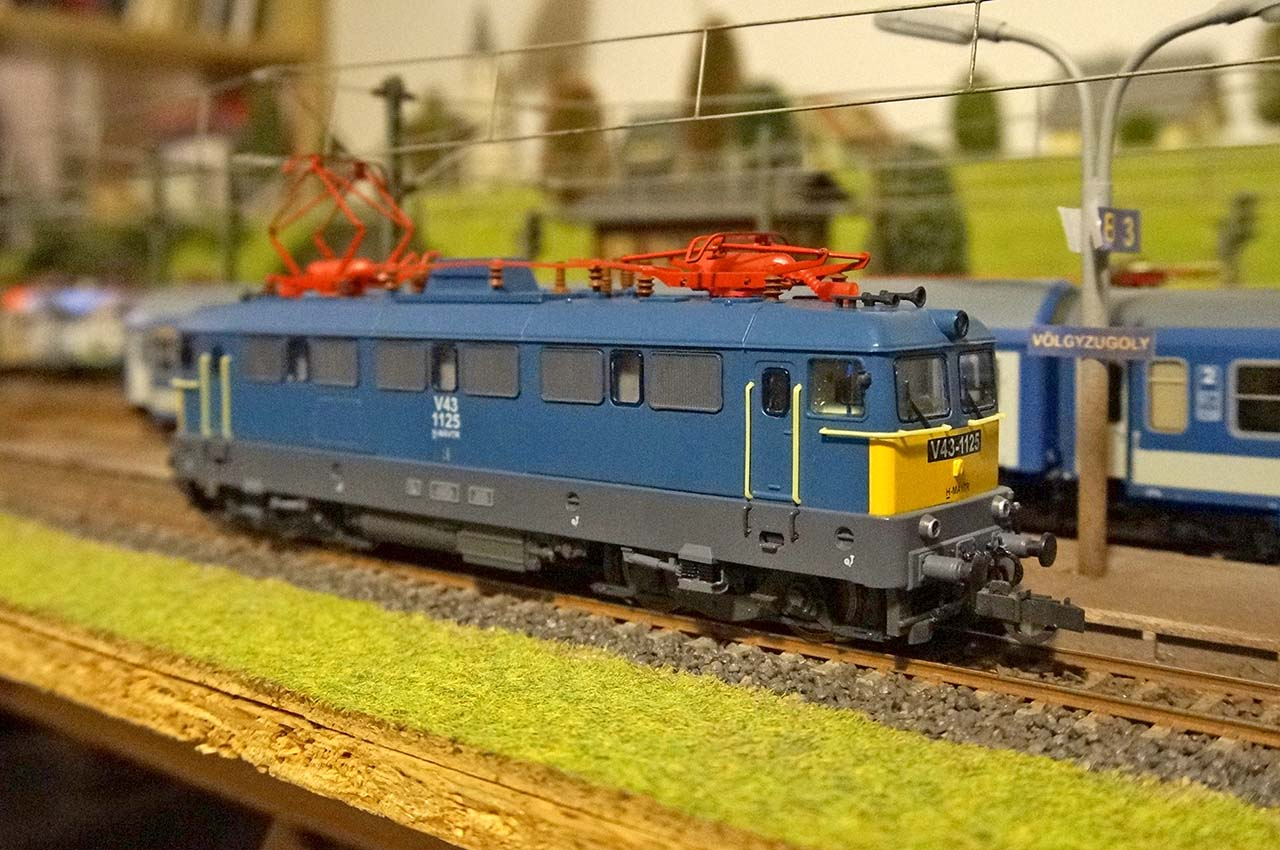
Lokomotiva V43 ve velikosti H0.